# Roseaux (Haiti)
Roseaux (Haitianisch-Kreolisch: Wozo) ist eine Gemeinde im Département Grand’Anse von Haiti.

## Geschichte
Gegründet im Jahr 1846 als Petit-Trou (kleines Loch) war der Ort zunächst ein ländlicher Außenbezirk der Stadt Jérémie.
Im Jahr 1908 erfolgte die Umbenennung, die dem Namen des Flusses Rivière Roseaux folgte. Gleichzeitig erhielt der Ort auf Weisung des aus Les Cayes stammenden Präsidenten Simon den Status einer Gemeinde Haitis.
Am 4. Oktober 2016 verwüstete der Hurrikan Matthew den Südwesten Haitis. In der Gemeinde Roseaux wurden über 200 Häuser und andere Unterkünfte beschädigt.
Bei einem Erdbeben am 14. August 2021 entstanden in der Gemeinde Roseaux schwere Schäden. Mangels Treibstoff (Hauptartikel → Krise in Haiti seit 2018) kam die Versorgung der Bevölkerung weitestgehend zum Erliegen.

## Lage und Beschreibung
Neben dem Stadtzentrum Ville de Roseaux bestehen vier Gemeindebezirke:
1. Carrefour Charles mit Beaufrin, Bois Lambert, Escalier, Fond d’Icaque, Fond Ragé, La Bastille, La Chichotte, La Lande, Mansotte, Minan, Monrite, Mort, Nan Bayard, Nan Charles, Nan Moutin, Nan Plingue, Phanord, Roche Miel und Simon,
2. Fond Cochon mit Annette, Cachimbo, Des Ombrages, Fond Cochon", Guinaudée, Jacquin, La Grande Colline, Lopino, Mapou Nan Sotte und Montérant,
3. Grand-Vincent mit Bois Sec, Cobin, Duvet, Lamardier, Pavier und Place Nègre sowie
4. Les Gommiers mit Bernard, Bufies, Duc, Dumois, Fond Bucher, Fond Liane, Gomier, Grand Vincent, Gué, La Chomarche, La Source, Leger, Legros, Mortel, Nan Dede, Nan Raynal, Perry, Pierre, Plaine Premier und Timare.

Durch das Gebiet der Gemeinde Roseaux führt die Route Nationale RN-7. Westlich sind es entlang der Küste 16 Kilometer bis Jérémie. In südöstlicher Richtung führt die RN-7 nach Les Cayes (78 Kilometer).

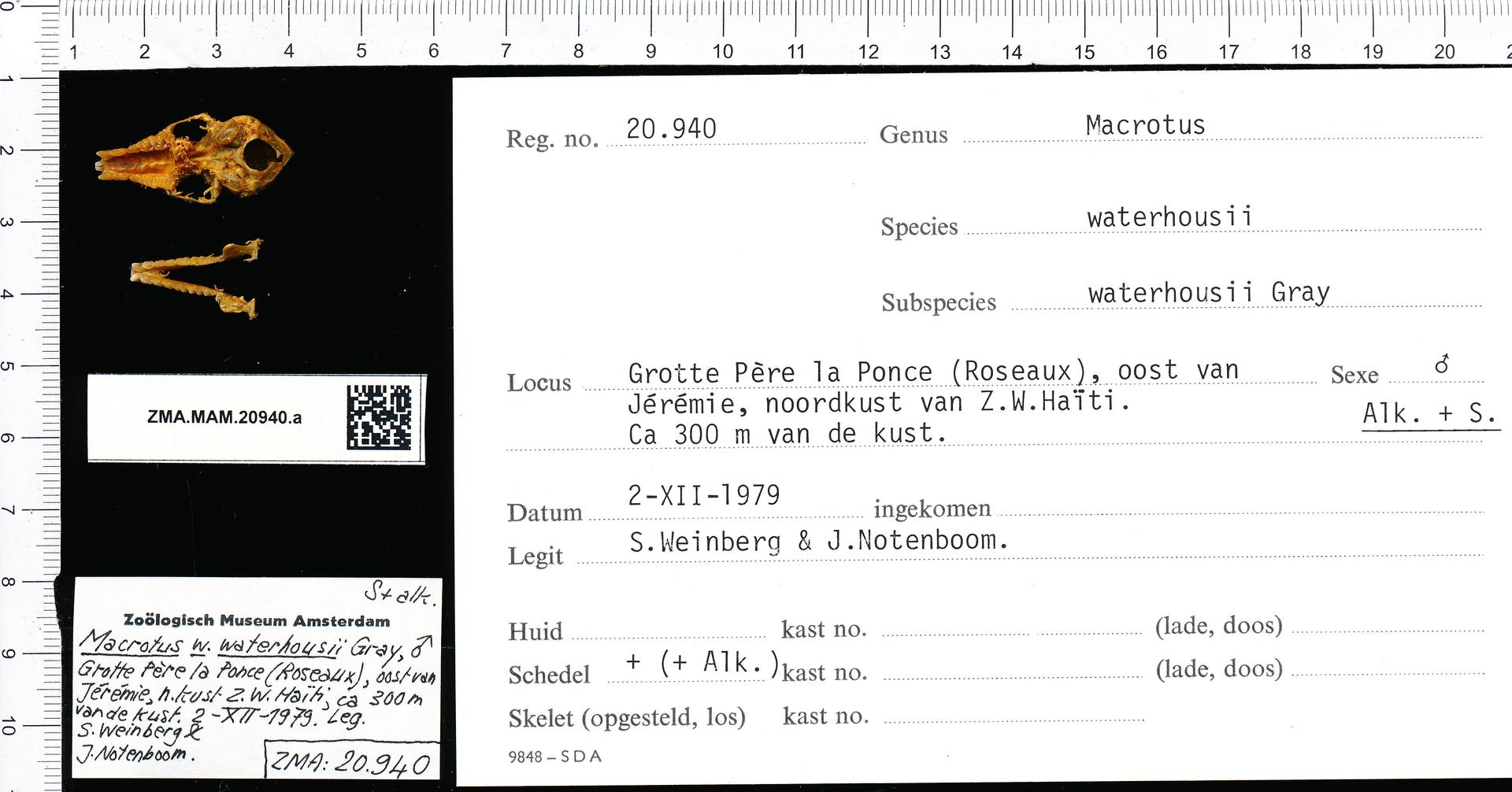
Dokumentation des Fundes der Waterhouse-Großohrblattnase im zoologischen Museum Amsterdam

Im Jahr 1979 fanden niederländische Forscher einen Schädel der seltenen Waterhouse-Großohrblattnase in der Grotte Père la Ponce bei Roseaux.